# SPCA 80
Dimensions
Le SPCA 80 (ou SPCA Type VIII) était un avion de « police coloniale », construit en France par la Société provençale de constructions aéronautiques (SPCA) durant l’entre-deux-guerres.